# Canton de Prémery
Le canton de Prémery est une ancienne division administrative française située dans le département de la Nièvre et la région Bourgogne.

## Géographie
Ce canton est organisé autour de Prémery et est l'un des 7 cantons de l'arrondissement de Cosne-Cours-sur-Loire. Son altitude varie de 212 m (Sichamps) à 415 m (Montenoison) pour une altitude moyenne de 275 m.

## Représentation

### Conseillers généraux de 1833 à 2015
| Période         | Période          | Identité                                            | Étiquette                    | Qualité |
| --------------- | ---------------- | --------------------------------------------------- | ---------------------------- | --- |
| 1833            | 1852             | Philippe Archambault (1793-1873)                    | Républicain Groupe Cavaignac | Propriétaire, négociant, maire de Prémery Député (1848-1849) |
| 1852            | 1862 (décès)     | Jacques Amable de Saulieu de la Chaumonerie         |                              | Ancien sous-lieutenant aux Chasseurs de l'Isère Propriétaire à Lurcy-le-Bourg, conseiller d'arrondissement                                                                             |
| 1862            | 1870             | Gustave Gabriel Métairie (1814-1880)                |                              | Ancien Président du Tribunal civil d'Auxerre |
| 1870            | 1871             | Comte Rainulphe Marie Eustache d'Osmond             |                              | Propriétaire du château de Champlemy |
| 1871            | 1874             | Pierre Martin Frigolet                              |                              | Notaire à Prémery |
| 1874            | 1886             | Joseph Emile Ferrier                                | Droite                       | Propriétaire à Montenoison |
| 1886            | 1892             | Baron Pierre de Bourgoing (1857-1916)               | Droite                       | Capitaine de réserve au 21e régiment de dragons détaché à l'état-major de la 7e armée, officier d'ordonnance du maréchal Canrobert Propriétaire à Mesves-sur-Loire                     |
| 1892            | 1905 (décès)     | Charles Elie Maringe (1841-1905)                    | Droite                       | Agriculteur Maire de Champlin, Président du Conseil Général |
| 1906            | 1934 (décès)     | Jean-Baptiste Elie René Maringe (fils du précédent) | Droite puis URD              | Propriétaire Maire de Champlin |
| 1934            | 1940             | Paulin Chataigner                                   | SFIO                         | Bourrelier Maire de Prémery Nommé conseiller départemental en 1943 |
|                 |                  |                                                     |                              | |
| 1945            | 1959 (démission) | Georges Guyot                                       | DVD                          | Maire de Dompierre-sur-Nièvre |
| 22 février 1959 | 1973             | Emile Depierreux (1896-1987)                        | SFIO puis PS                 | Agent de maîtrise Maire de Prémery (1951-1977) |
| 1973            | 1979             | Eugène Bonnot (1917-2006)                           | PCF                          | Retraité de la SNCF - Maire de Prémery (1977-1983) Conseiller régional |
| 1979            | 1998             | Paul Cabarat (1926-2018)                            | RPR                          | Agriculteur puis président du Crédit agricole Conseiller régional (1986-1994) Maire de Lurcy-le-Bourg (1971-1995) puis de Prémery (1995-2000)                                          |
| 1998            | 2015             | Jacques Legrain                                     | PS                           | Retraité de Foyer socio-éducatif Président de la communauté de communes entre Nièvres et forêts Maire de Lurcy-le-Bourg (2001-2008) Elu en 2015 dans le canton de La Charité-sur-Loire |

### Conseillers d'arrondissement (de 1833 à 1940)
| Période                                  | Période      | Identité                                                     | Étiquette           | Qualité |
| ---------------------------------------- | ------------ | ------------------------------------------------------------ | ------------------- | --- |
| 1833                                     | 1833         | Émile Philippe Archambault                                   | Républicain         | Marchand de bestiaux puis de bois, maire de Prémery Élu également conseiller général                                                                              |
| 1834                                     | 1842         | M. Ferrier fils                                              |                     | Propriétaire à Prémery |
| 1842                                     | 1852         | Jacques Amable de Saulieu de La Chomonerie (1797-1862)       |                     | Lieutenant de cavalerie, propriétaire à Lurcy-le-Bourg |
|                                          |              |                                                              |                     | |
| 1880                                     | 1883         | Comte Alfred de Charry de Lurcy (1841-1925)                  | Conservateur        | Propriétaire à Sichamps et à Paris |
| 1883                                     | 1889         | Félix Ducoudray                                              | Républicain radical | Médecin-major pendant la Commune de Paris, propriétaire du château de Bourras-l'Abbaye, maire de Saint-Malo-en-Donziois, député (1885-1893), sénateur (1897-1898) |
| 1889                                     | 1895         | Comte Charles Amable de Saulieu de La Chomonerie (1839-1905) | Conservateur        | Propriétaire du château, maire de Lurcy-le-Bourg |
| 1895                                     | 1901         | François Frigolet                                            | Républicain Libéral | Escompteur, maire de Prémery (1894-1896) |
| 1901                                     | 1907         | Frédéric Bailly                                              | Républicain radical | Horloger, ancien maire de Prémery (1892-1894 et 1896-1900) |
| 1907                                     | 1913         | Alexandre Pigoury                                            | Radical             | Négociant à Prémery |
| 1913                                     | 1936 (décès) | Joseph Charton                                               | Républicain libéral | Cultivateur, maire de Giry |
| 1936                                     | 1940 (décès) | Jean Jardoux (1876-1940)                                     | SFIO                | Sabotier et galochier, conseiller municipal de Prémery |
| 1940                                     |              |                                                              |                     | Les conseils d'arrondissement ont été suspendus par la loi du 12 octobre 1940 et n'ont jamais été réactivés                                                       |
| Les données manquantes sont à compléter. |              |                                                              |                     | |

## Composition
Le canton de Prémery groupait 14 communes et comptait 3 991 habitants (population municipale de 2006).
| Communes             | Population (2012) | Code postal | Code Insee |
| -------------------- | ----------------- | ----------- | ---------- |
| Arbourse             | 108               | 58350       | 58009      |
| Arthel               | 85                | 58700       | 58013      |
| Arzembouy            | 83                | 58700       | 58014      |
| Champlemy            | 335               | 58210       | 58053      |
| Champlin             | 30                | 58700       | 58054      |
| Dompierre-sur-Nièvre | 170               | 58350       | 58101      |
| Giry                 | 215               | 58700       | 58127      |
| Lurcy-le-Bourg       | 305               | 58700       | 58147      |
| Montenoison          | 124               | 58700       | 58174      |
| Moussy               | 108               | 58700       | 58184      |
| Oulon                | 85                | 58700       | 58203      |
| Prémery              | 2 062             | 58700       | 58218      |
| Saint-Bonnot         | 117               | 58700       | 58234      |
| Sichamps             | 164               | 58700       | 58279      |

## Démographie
| 1962  | 1968  | 1975  | 1982  | 1990  | 1999  | 2006  | 2009 |
| ----- | ----- | ----- | ----- | ----- | ----- | ----- | ---- |
| 5 513 | 6 014 | 5 367 | 4 844 | 4 322 | 4 080 | 3 991 | -    |

Histogramme de l'évolution démographique depuis 1962 :